# Distretto di Ban Ta Khun
Il distretto di Ban Ta Khun (in thailandese: บ้านตาขุน) è un distretto (amphoe) della Thailandia, situato nella provincia di Surat Thani.